# Heemskerk

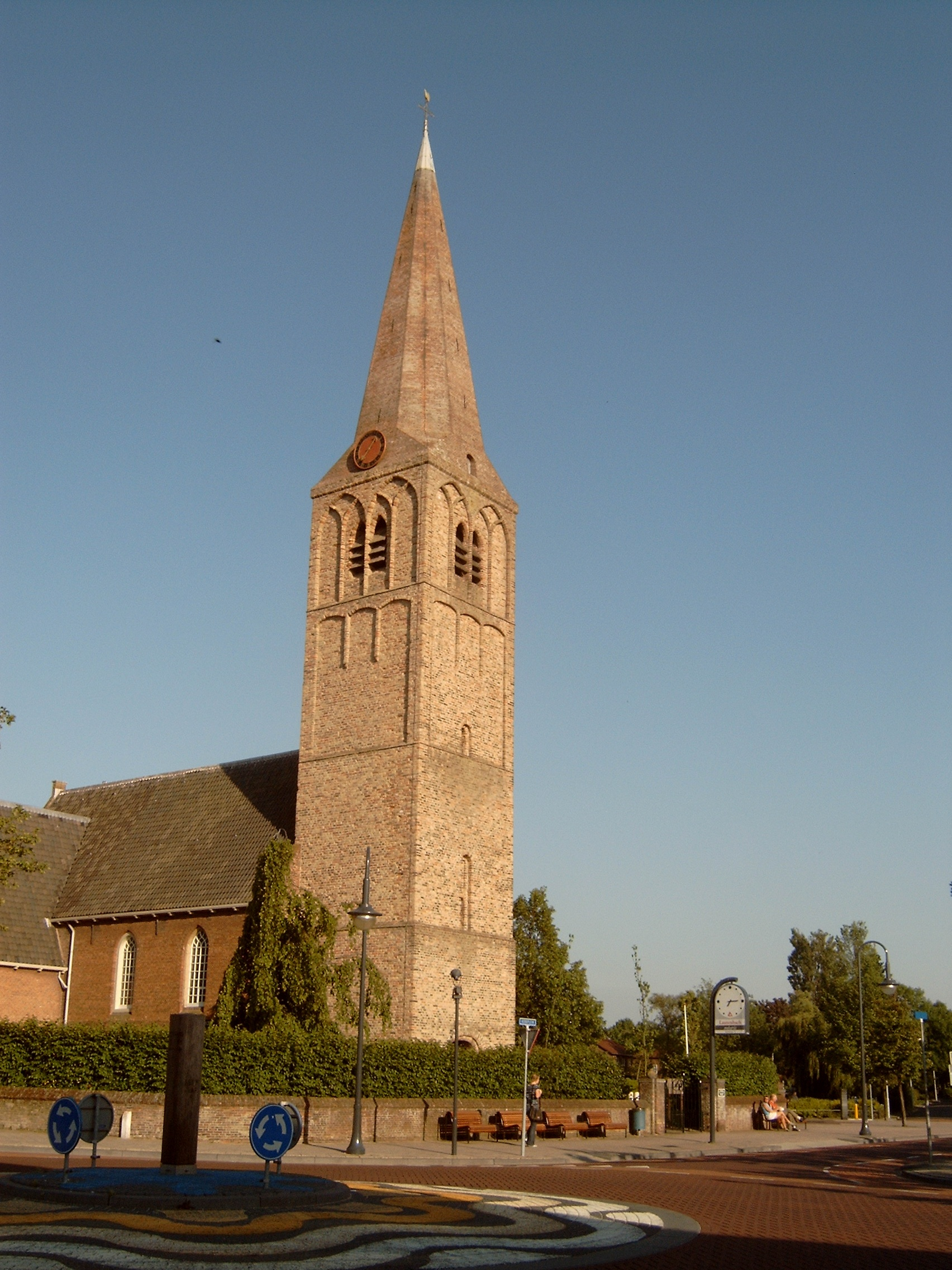
Kirche: de Dorpskerk

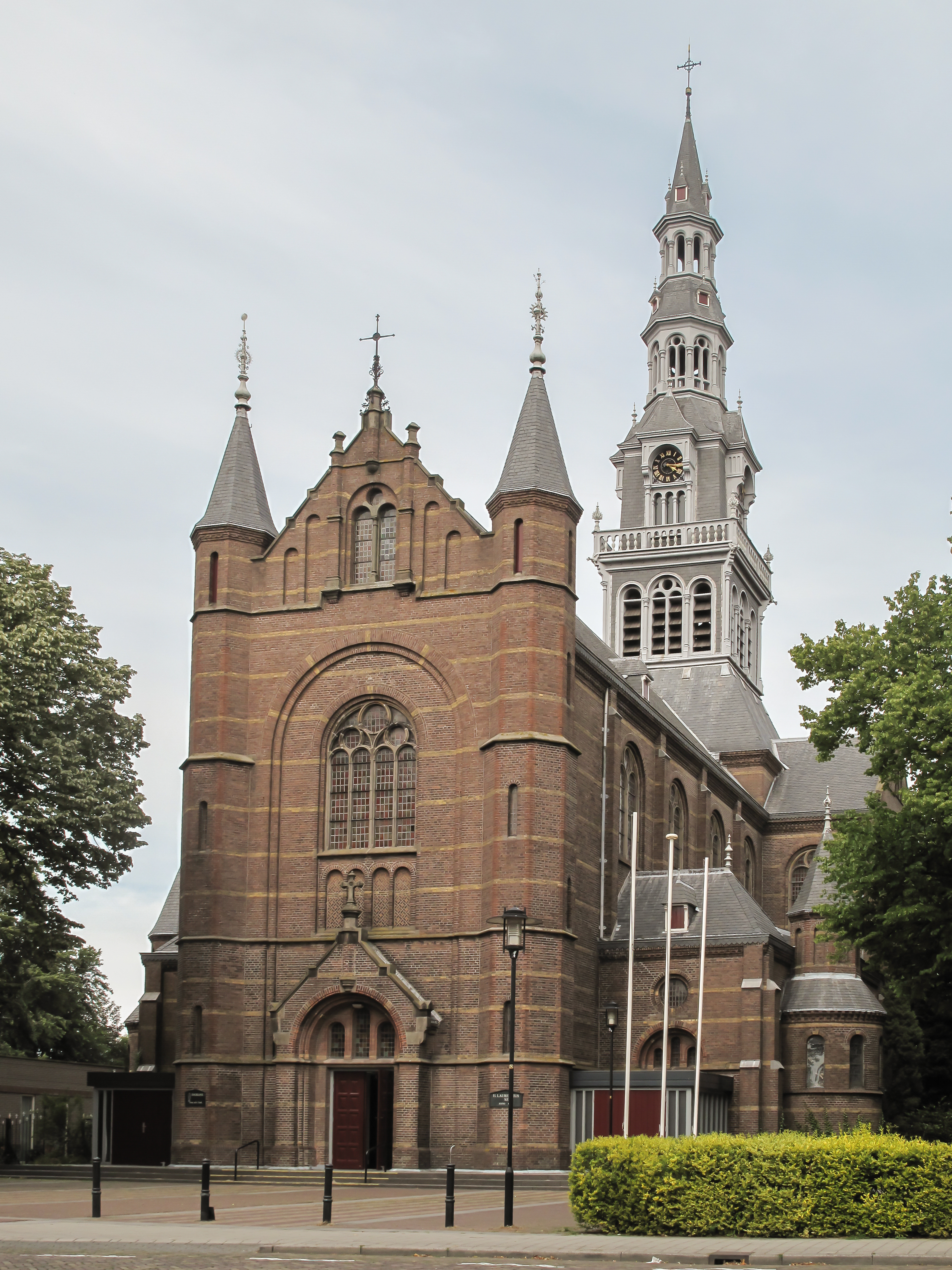
Heemskerk: de Heilige Laurentiuskerk

Heemskerk (anhörenⓘ) ist eine Gemeinde und Stadt in der niederländischen Provinz Nordholland etwa 22 km nordwestlich von Amsterdam.

## Geographie
Der Ortskern liegt etwa sechs Kilometer östlich der Nordseeküste, elf Kilometer westlich von Zaanstad, drei Kilometer nördlich von  Beverwijk und 14 Kilometer südlich von Alkmaar. Die Gemeinde besteht aus der gleichnamigen Stadt Heemskerk sowie aus den Ortsteilen Heemskerkerduin, Waterakkers, Noorddorp, Assumburg, De Maer und Zuidbroek.
Am 1. Januar 2025 hatte sie 39.387 Einwohner und eine Fläche von 31,68 km², wovon 4,41 km² aus Wasserflächen besteht.
Die höchste Erhebung ist eine 25 Meter hohe Düne im gut fünf Kilometer breiten und teilweise bewaldeten Dünengürtel zwischen dem Nordseestrand und dem Ortszentrum.

## Infrastruktur
Heemskerk besitzt eine eigene Bahnstation an der Linie Haarlem–Alkmaar; eine weitere befindet sich im Nachbarort Uitgeest zwischen Alkmaar und Amsterdam. An der Gemeinde vorbei verläuft die A9 mit Anschlussstellen in Heemskerk, Beverwijk und Castricum. Der internationale Flughafen Schiphol liegt 23 km südlich.

## Wirtschaft
In der Gemeinde, in der früher recht viele Erdbeeren angebaut wurden, spielt die Landwirtschaft praktisch keine Rolle mehr, die meisten Einwohner pendeln in die großen Städte, insbesondere zu den Hochöfen von Corus in IJmuiden oder nach Amsterdam; andere sind tätig im Dienstleistungssektor oder arbeiten in eher kleineren Industriebetrieben. Auch gibt es, wegen der Nähe zur Nordsee, einige Heilanstalten.
Da die Gemeinde selbst praktisch keinen erschlossenen Strandabschnitt besitzt, ist der Tourismus – im Gegensatz zu Nachbargemeinden wie zum Beispiel Castricum – kein bedeutender wirtschaftlicher Faktor.

## Geschichte
Die erste urkundliche Erwähnung der Stadt fand im Jahre 1063 statt. Im 12. und 13. Jahrhundert war Heemskerk Schauplatz vieler Streitigkeiten zwischen Westfriesen und dem Grafen von Holland. Es entstanden auch einige Burgen als Grenzfestung. Das Schloss Heemskerk besteht noch als Schloss Marquette. Auch Schloss Assumburg ist erhalten geblieben.
Als die IJmuidener Hochöfen  den Betrieb aufnahmen, begann das Bauerndorf seine Entwicklung zur Trabantstadt.

## Politik

### Sitzverteilung im Gemeinderat
| Nach den Kommunalwahlen vom 16. März 2022 und den vorangegangenen Wahlen ergaben sich folgende Sitzverteilungen: \| Partei \| Sitze[3] \| Sitze[3] \| Sitze[3] \| Sitze[3] \| Sitze[3] \| Sitze[3] \| Sitze[3] \| Sitze[3] \| Sitze[3] \| Sitze[3] \| Sitze[3] \| \| Partei \| 1982 \| 1986 \| 1990 \| 1994 \| 1998 \| 2002 \| 2006 \| 2010 \| 2014 \| 2018 \| 2022 \| \| ------------------ \| -------- \| -------- \| -------- \| -------- \| -------- \| -------- \| -------- \| -------- \| -------- \| -------- \| -------- \| \| Heemskerk Lokaal \| – \| – \| – \| – \| – \| – \| – \| – \| 5 \| 5 \| 9 \| \| D66 \| 1 \| 1 \| 3 \| 4 \| 2 \| 2 \| 1 \| 3 \| 4 \| 3 \| 3 \| \| VVD \| 5 \| 4 \| 3 \| 4 \| 7 \| 6 \| 5 \| 5 \| – \| 4 \| 3 \| \| Liberaal Heemskerk \| – \| – \| – \| – \| – \| – \| – \| 3 \| 5 \| 4 \| 3 \| \| GroenLinks \| – \| – \| 2 \| 3 \| 3 \| 4 \| 3 \| 3 \| 2 \| 3 \| 3 \| \| CDA \| 9 \| 8 \| 9 \| 7 \| 7 \| 7 \| 6 \| 5 \| 5 \| 4 \| 2 \| \| PvdA \| 5 \| 8 \| 6 \| 4 \| 6 \| 6 \| 8 \| 5 \| 4 \| 2 \| 2 \| \| ChristenUnie \| – \| – \| – \| – \| – \| – \| – \| – \| 0 \| 0 \| – \| \| SGP \| – \| – \| – \| – \| – \| – \| – \| – \| 0 \| – \| – \| \| Lijst G. Wouters \| – \| – \| – \| – \| – \| – \| – \| 1 \| – \| – \| – \| \| Heemskerk Anders \| – \| – \| – \| – \| – \| – \| 2 \| 0 \| – \| – \| – \| \| Centrum Democraten \| – \| – \| – \| 1 \| – \| – \| – \| – \| – \| – \| – \| \| PSP \| 1 \| 2 \| – \| – \| – \| – \| – \| – \| – \| – \| – \| \| PPR \| 1 \| 2 \| – \| – \| – \| – \| – \| – \| – \| – \| – \| \| CPN \| 1 \| 2 \| – \| – \| – \| – \| – \| – \| – \| – \| – \| \| Gesamt \| 21 \| 23 \| 23 \| 23 \| 25 \| 25 \| 25 \| 25 \| 25 \| 25 \| 25 \| | Kommunalwahl am 16. März 2022Wahlbeteiligung: 46,51 % 403020100 32,7412,8712,3411,6811,2110,518,65n. k. HLaD66VVDLHdGLCDAPvdACUGewinne und Verlusteim Vergleich zu 2018 %p 14 12 10 8 6 4 2 0 −2 −4 −6+12,85+1,96−1,05−4,77−0,96−5,46+0,03−2,6HLD66VVDLHGLCDAPvdACUAnmerkungen:a Heemskerk Lokaald Liberaal Heemskerk |       |       |       |       |       |       |       |       |       |       |
| Partei | Sitze | Sitze | Sitze | Sitze | Sitze | Sitze | Sitze | Sitze | Sitze | Sitze | Sitze |
| Partei | 1982 | 1986  | 1990  | 1994  | 1998  | 2002  | 2006  | 2010  | 2014  | 2018  | 2022  |
| Heemskerk Lokaal | – | –     | –     | –     | –     | –     | –     | –     | 5     | 5     | 9     |
| D66 | 1 | 1     | 3     | 4     | 2     | 2     | 1     | 3     | 4     | 3     | 3     |
| VVD | 5 | 4     | 3     | 4     | 7     | 6     | 5     | 5     | –     | 4     | 3     |
| Liberaal Heemskerk | – | –     | –     | –     | –     | –     | –     | 3     | 5     | 4     | 3     |
| GroenLinks | – | –     | 2     | 3     | 3     | 4     | 3     | 3     | 2     | 3     | 3     |
| CDA | 9 | 8     | 9     | 7     | 7     | 7     | 6     | 5     | 5     | 4     | 2     |
| PvdA | 5 | 8     | 6     | 4     | 6     | 6     | 8     | 5     | 4     | 2     | 2     |
| ChristenUnie | – | –     | –     | –     | –     | –     | –     | –     | 0     | 0     | –     |
| SGP | – | –     | –     | –     | –     | –     | –     | –     | 0     | –     | –     |
| Lijst G. Wouters | – | –     | –     | –     | –     | –     | –     | 1     | –     | –     | –     |
| Heemskerk Anders | – | –     | –     | –     | –     | –     | 2     | 0     | –     | –     | –     |
| Centrum Democraten | – | –     | –     | 1     | –     | –     | –     | –     | –     | –     | –     |
| PSP | 1 | 2     | –     | –     | –     | –     | –     | –     | –     | –     | –     |
| PPR | 1 | 2     | –     | –     | –     | –     | –     | –     | –     | –     | –     |
| CPN | 1 | 2     | –     | –     | –     | –     | –     | –     | –     | –     | –     |
| Gesamt | 21 | 23    | 23    | 23    | 25    | 25    | 25    | 25    | 25    | 25    | 25    |

### Bürgermeister
Seit dem 15. Dezember 2022 ist Alexander Luijten (VVD) amtierender Bürgermeister der Gemeinde. Zu seinem Kollegium zählen die Beigeordneten Aad Schoorl (Heemskerk Lokaal), Piet Burgering (D66), Ani Zalinyan (GroenLinks), Ron Suanet sowie der Gemeindesekretär Jornt Ozenga.

### Städtepartnerschaften
- Klatovy, Tschechien, seit 1997[5]

## Sehenswürdigkeiten
- Das 1546 erbaute Schloss Assumburg, das seit 1933 eine Jugendherberge ist.
- Ein weiteres Schloss, Château Marquette, wurde 1271 erbaut. Es war von 1610 bis 1971 in Besitz einer adligen Familie aus Wallonien. Marquette kann besichtigt werden. Ein Teil des Schlosses ist als Hotel und Restaurant in Gebrauch.
- Die Reformierte Kirche, erbaut im 16. Jahrhundert mit einem Denkmal des aus Heemskerk stammenden Malers Martin van Heemskerck.

## Söhne und Töchter der Stadt
- Martin van Heemskerck (1498–1574), Maler und Kupferstecher
- Nicolaas Henneman (1813–1898), Fotograf
- Rolf de Heer (* 1951), australischer Regisseur, Drehbuchautor und Filmproduzent
- Ernesto Hoost (* 1965), Kickboxer
- Rafael van der Vaart (* 1983), Fußballspieler
- Jerrel Feller (* 1987), Sprinter
- Brigitte van den Berg (* 1989), Politikerin
- Jeffrey Gouweleeuw (* 1991), Fußballspieler
- Pelle van Amersfoort (* 1996), Fußballspieler
- Frank de Wit (* 1996), Judoka
- Zoë Sprengers (* 2000), Handballspielerin